# Агейкин, Николай Фёдорович
Никола́й Фёдорович Аге́йкин (23 декабря 1922 — 14 июля 1991) — участник Великой Отечественной войны, артиллерист, полный кавалер ордена Славы.

## Биография
Родился в семье крестьянина. По национальности — русский. Закончил 7 классов. До войны работал слесарем железнодорожного участка в Карелии.
С сентября 1941 года принимал участие в боях Великой Отечественной войны.
15 января 1944 года в бою, командуя орудийным расчётом 384-го истребительно-противотанкового артиллерийского полка в районе Пулковских высот на Ленинградском фронте, прямой наводкой проделал проходы в проволочном заграждении и минном поле, уничтожил 2 пулемётные точки и больше 10 солдат противника. За этот бой старший сержант Агейкин получил орден Славы 3-й степени.
В бою 16 июля 1944 года на 3-м Прибалтийском фронте при прорыве обороны противника Николай Агейкин первым со своим орудием занял огневую позицию, отразил атаку танков и пехоты. Был ранен, но остался в строю. На следующий день вёл огонь по противнику прямой наводкой, уничтожив до 20 солдат и два 75-мм орудия. За эти сражения получил орден Славы 2-й степени.
16 сентября 1944 года в бою у деревни Яун Бреке (Латвия) успешно отразил 5 контратак противника, снова был ранен, но, продолжая командовать расчётом, вместе с солдатами уничтожил 3 пулемёта и несколько десятков солдат. Старшина Агейкин за этот бой награждён орденом Славы 1-й степени.

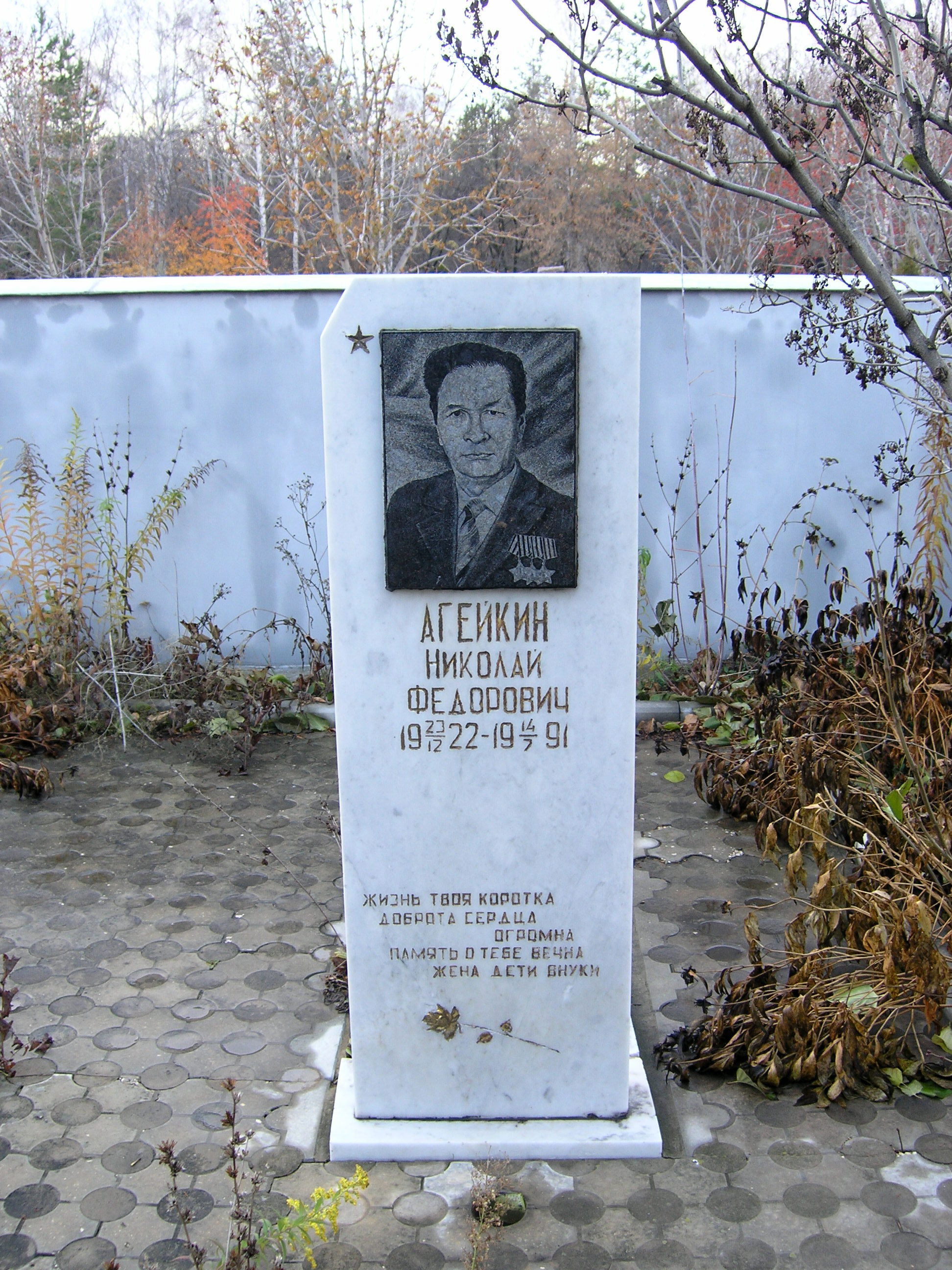
Могила Николая Агейкина

В 1959 году уволен в запас. Жил в г. Кандалакша, работал мастером на алюминиевом заводе. Переехал в г. Тольятти.
Участник двух Парадов Победы:
- 24 июня 1945 года пронёс по Красной площади боевое знамя 162-й гвардейской стрелковой дивизии,
- в 1985 году Николай Агейкин был участником Парада в Москве в честь 40-летия Победы.

Скончался в 1991 году, похоронен на Баныкинском кладбище Тольятти.

## Награды
- полный кавалер ордена Славы:
  - Орден Славы 3-й степени № 17506 приказом от 27 января 1944;
  - Орден Славы 2-й степени № 803 приказом от 19 августа 1944;
  - Орден Славы 1-й степени № 1494 приказом от 24 марта 1945;
- Орден Отечественной войны 1-й степени;
- Орден Красной Звезды;
- медали